# Anomalopus verreauxi
Anomalopus verreauxi är en ödleart som beskrevs av  Duméril 1851. Anomalopus verreauxi ingår i släktet Anomalopus och familjen skinkar. Inga underarter finns listade i Catalogue of Life.